# Ester Andújar
Ester Andújar (València, 1976) és una cantant de jazz i blues valenciana.
Començà el 1995 cantant a diversos clubs valencians amb el seu grup Black Train amb el qual enregistra un primer disc (The call of the train) i guanya el premi a la millor vocalista al certàmen del club Black Note de València. Un any més tard fa el salt professional realitzant una amb un nou grup liderat per ella mateixa, Ester Andujar Group o amb diversos grups o solistes destacats com Dr. Lonnie Smith, Idris Muhamad, Jorge Pardo, Ximo Tébar, Carles Benavent, Dennis Rowland, Ramón Cardo, Sedaví Big Band, etc.
L'any 2000 realitzà una gira llatinoamericana actuant als Festivals Internacionals de l'Havana (Cuba) i La Plata (Argentina). També en el 2000 és elegida com a Presidenta de l'Associació Valenciana de Músics de Jazz (Promusics).
Al novembre de 2002 edita el seu primer disc com líder titulat Tristeza de Amar (Omix Records) produït per Ximo Tébar. En aquest enregistrament està acompanyada per Albert Sanz, Pere Loewe i Esteve Pi i compta amb les col·laboracions solistes de Joan Soler, Carlos Martín i Ximo Tébar. Dos anys més tard ix a la llum Celebrating Cole Porter gravat a Nova York amb músics com Ben Street, Helen Sung, Rob Bargad, Peter Bernstein, J.D. Walter, Adam Cruz i Ximo Tébar. A més ha participat amb altres projectes de Ximo Tébar, la Sedajazz, Amadeu Adell o Nova Dixieland Band.
Entre els premis i reconeixement més importants es pot destacar el segon premi del 7th International Soloist Competition (2005), organitzat per l'Academie de Musique Fondation Prince Rainier III (Mònaco), i esdevingué a més la primera cantant en la història del concurs. També ha resultat semifinalista del Shure Montreux Jazz Voice Competition, en el marc del Festival de Jazz de Montreux.
El 2009, edita el seu tercer disc, Páginas Preciosas, amb composicions seves i barrejant el jazz amb altres músiques, com el funk o la bossa nova, una recopilació de les cançons en valencià que ha cantat o compost per als seus concerts o per a altres artistes.. Aquest mateix any fa una gira amb el disc que la duu a Polònia, Varsòvia, Marroc, Líban i Jordània.
L'any 2014 va presentar un treball al voltant de la novel·la Niebla d'Unamuno, basada en composicions pròpies entorn dels temes més representatius de la novel·la; un treball coral, on els temes els interpreten la veu d'Ester i Arantxa Domínguez i el violoncel de Matthieu Saglio, amb la direcció musical de Ricardo Belda.

## Discografia
- Tristeza de Amar (2002, Omix Records)
- Celebrating Cole Porter (2005, Omix Records)
- Páginas Preciosas (2009, Omix Records)